# Lijst van bezoekerscentra van Natuurmonumenten en Staatsbosbeheer
Hieronder volgt een overzicht van bezoekerscentra in Nederland:

## Natuurmonumenten
Bezoekerscentra van Natuurmonumenten zijn:
- Bezoekerscentrum Tiengemeten
- Bezoekerscentrum De Wieden
- Bezoekerscentrum Dwingelderveld
- Bezoekerscentrum Gooi en Vechtstreek
- Bezoekerscentrum Oisterwijk
- Bezoekerscentrum Veluwezoom

## Staatsbosbeheer
Bezoekerscentra van Staatsbosbeheer zijn:
- Buitencentrum Boomkroonpad in Drenthe
- Buitencentrum De Pelen in Limburg
- Buitencentrum Drents-Friese Wold in Friesland
- Buitencentrum Oostvaardersplassen in Flevoland
- Buitencentrum Sallandse Heuvelrug in Overijssel
- Buitencentrum Schoorlse Duinen in Noord-Holland
- Buitencentrum Almeerderhout in Flevoland
- Buitencentrum De Weerribben in Overijssel

## Varia
- Nationaal Park De Biesbosch heeft 3 bezoekerscentra